# Харківський автобус

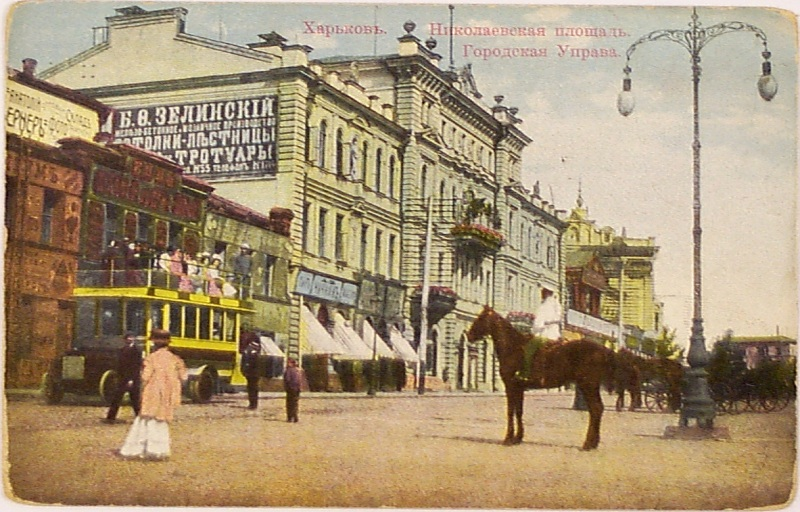
Один з перших у місті двоповерхових автобусів на Миколаївській площі (Майдан Конституції). Посередині площі кінний городовий і стоянка бігунців, 1910-ті роки

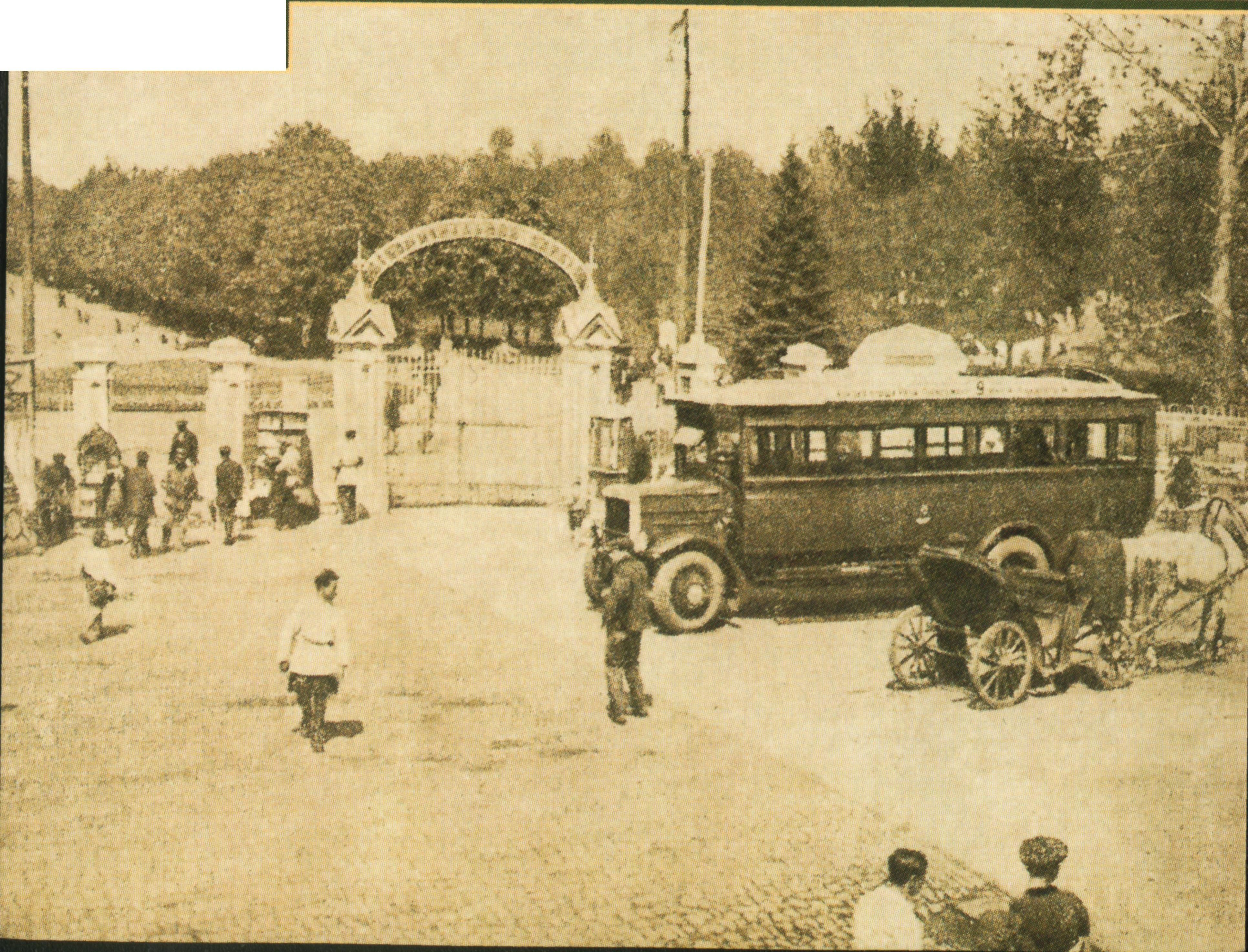
Автобус перед входом у Комунальний парк, вул. Сумська, наприкінці 1920-х років

Харківський автобус — система автобусних перевезень в місті Харків, регулярно діє з середини 1925 року.

## Історія
У 1910 році були перші спроби створення в Харкові автобусного руху з відкритям маршруту Вокзал — Сумська, яка проіснувала недовго. Лише 1925 року автобусний транспорт знову з'являється на вулицях міста. З тих пір автобуси працюють на вулицях Харкова щодня, за винятком часів Другої світової війни.
Наразі в Харкові працюють як міські маршрути, так і маршрути приватних перевізників. Є дві категорії автобусів: стандартні (великі автобуси) та експрес (маршрутні таксі).
У квітні 2021 року на Міжнародному форумі «Муніципальна інфраструктура: розвиток і комфорт міст» був підписаний меморандум між Харківською міською радою та компанією «Karsan» про придбання 150 автобусів.
З 1 вересня 2021 року розпочав роботу комунальний перевізник — на муніципальні маршрути виїхали перші турецькі автобуси «Karsan». З другої половини 1990-х років міські автобусні маршрути обслуговували лише приватні компанії. Однак в останні роки багато соціально важливі маршрути перестали курсувати і місто взяло їх обслуговування на себе. Для роботи на них були придбані турецькі автобуси Karsan моделей «Jest+» та «Atak».
Автобуси з першої партії надійшли до Харкова у серпні 2021 року, а з 1 вересня почали працювати на маршрутах № 17е, 245е та 272е. Надалі, в ході надходження і введення в експлуатацію автобусів, вони почнуть курсувати і за іншими міськими маршрутами.
В серпні 2023 року було запущено автобуси MAN, які були отримані від міста Нюрнберг в якості гуманітарної допомоги. Курсують на маршрутах № 63 і 204.

## Рухомий склад
Основні види рухомого складу в Харкові: Богдан А091, Богдан А-092, Рута, ТУР А049, БАЗ-2215, ЗАЗ А07А І-Ван, БАЗ-А079, MAN NL202, Setra S 215 UL, ЛАЗ-A183, Богдан А601.
На деяких міських маршрутах працюють нетипові як для Харкова, так і для СНД в цілому іспанські автобуси Sunsundegui та турецькі Karsan. Крім того, на маршрутах працюють одиничні екземпляри автобусів Mercedes-Benz Citaro, Setra S 315 NF, Neoplan N4009, N4016, N4411, МАЗ-206 тощо.
Усього на міських маршрутах працює близько 1000 одиниць, з них:
- 150 мікроавтобусів (Рута, ТУР, БАЗ);
- 150 автобусів великої місткості;
- решта 650—700 автобусів — це машини середнього класу БАЗ А079, ЗАЗ А07А І-Ван і Богдани.

На безплатному маршруті станція  «станція метро Холодна Гора» — авторинок «Лоск» працюють останні в Харкові міські автобуси Ikarus-263. Крім того, в Харкові в якості пересувного бару і диско-клубу використовується Ikarus-280.

## Маршрути
| Перелік діючих автобусних маршрутів | Перелік діючих автобусних маршрутів | Перелік діючих автобусних маршрутів | Перелік діючих автобусних маршрутів |
| №                                   | Маршрут руху | Примітки                            |                                     |
| ----------------------------------- | --- | ----------------------------------- | ----------------------------------- |
| 7                                   | Вул. 12-го Квітня — просп. Героїв Харкова — вул. Плиткова — вул. Шарикова — Східна |                                     |                                     |
| 20                                  | Ст. м. «Наукова» — просп. Науки — вул. Отакара Яроша — вул. Станіслава Партали — пров. Ігоря Остаповича (лікарня швидкої та невідкладної допомоги) |                                     |                                     |
| 21                                  | Автостанція Індустріальна — просп. Героїв Харкова — Кільцева дорога — сел. Затишшя |                                     |                                     |
| 22                                  | Ст. м. «Холодна Гора» — вул. Полтавський Шлях — вул. Дудинської — просп. Любові Малої — вул. Китаєнка — просп. Ново-Баварський — вул. Герцена — вул. Некрасова — вул. Іллі Коваля — Карачівське шосе — Селище «Перемога» (Пилипівка) Зворотній маршрут: Селище «Перемога» (Пилипівка) — Карачівське шосе — вул. Радіотехнічна — вул. Гостомельська — вул. Іллі Коваля — вул. Некрасова — вул. Герцена — просп. Ново-Баварський — вул. Китаєнка — просп. Любові Малої — вул. Дудинської — вул. Полтавський Шлях — Ст. м. «Холодна Гора» |                                     |                                     |
| 31                                  | Ст. м. «Держпром» — просп. Науки — просп. Незалежності — вул. Сумська — Харківське шосе — вул. Вадима Манька — вул. Богданівська — пров. Роменський — вул. Архітектора Гінзбурга — вул. Максима Рильського — вул. Генерала Удовиченка (Данилівка) |                                     |                                     |
| 32                                  | Ст. м. «Захисників України» — вул. Олега Громадського — вул. Молочна — просп. Аерокосмічний — вул. Одеська — вул. Харківська — вул. Силікатна — вул. Свистунівська — вул. Радіотехнічна — вул. Іллі Коваля — просп. Ново-Баварський — просп. Дзюби |                                     |                                     |
| 33                                  | Ст. м. «Держпром» — просп. Незалежності — просп. Науки — вул. Двадцять Третього Серпня — вул. Космонавтів — вул. Дерев'янка — Харківське шосе — вул. Академіка Проскури — вул. Астрономічна (військове містечко) |                                     |                                     |
| 41                                  | Автостанція Салтівська — вул. Академіка Павлова — вул. Леся Сердюка — вул. Наталії Ужвій |                                     |                                     |
| 48                                  | Автостанція Салтівська — вул. Академіка Павлова — вул. Леся Сердюка — вул. Дружби Народів (Північна-5) |                                     |                                     |
| 62                                  | Просп. Жуковського — вул. Академіка Проскури — Харківське шосе — вул. Сумська — м-н Свободи — ст. м. «Держпром» Зворотній маршрут: просп. Незалежності — вул. Сумська — Харківське шосе — вул. Академіка Проскури — просп. Жуковського |                                     |                                     |
| 63                                  | 602-й мікрорайон — просп. Ювілейний — вул. Гвардійців-Широнінців — вул. Героїв Праці — вул. Архітектора Гінзбурга — пров. Роменський — вул. Богданівська — вул. Вадима Манька — Харківське шосе — вул. Дерев'янка — вул. Космонавтів — вул. Двадцять Третього Серпня — просп. Науки — вул. Ахсарова — пр. Людвіга Свободи — просп. Перемоги — вул. Клочківська — Обласна дитяча лікарня |                                     |                                     |
| 64                                  | Ст. м. «Тракторний завод» — просп. Архітектора Альошина — вул. Луї Пастера — вул. Дністровська |                                     |                                     |
| 67                                  | Ст. м. «Холодна гора» — вул. Полтавський Шлях — вул. Петра Болбочана — Григорівське шосе — вул. Грушевського — вул. Баварська — пров. Коробейницький — вул. Валерія Романовського — вул. Семінарська — вул. Велика Гончарівська — б-р Гончарівський — вул. Зброярська — вул. Благовіщенська — вул. Дмитрівська — вул. Чоботарська (ст. м. «Центральний ринок») Зворотній маршрут: вул. Чоботарська — вул. Зброярська — б-р Гончарівський — вул. Велика Гончарівська — вул. Семінарська — вул. Валерія Романовського — пров. Коробейницький — вул. Баварська — вул. Грушевського — Григорівське шосе — вул. Дудинської — вул. Полтавський Шлях — Ст. м. «Холодна гора» |                                     |                                     |
| 68                                  | Ст. м. «Левада» — вул. Вернадського — просп. Аерокосмічний — Мереф'янське шосе — Сімферопольське шосе — вул. Надборна — в/ч «Лікво» |                                     |                                     |
| 70                                  | Б-р Дмитра Антоновича — просп. Героїв Харкова — автостанція Індустріальна — просп. Героїв Харкова — вул. Роганська — вул. Миру — вул. П'ятихатська — вул. Роганська — вул. Луї Пастера — вул. 92 бригади — вул. Зубарєва |                                     |                                     |
| 74                                  | Просп. Жуковського — просп. Академіка Проскури — вул. Вадима Манька — вул. Богданівська — пров. Роменський — вул. Архітектора Гінзбурга — вул. Нескорених — вул. Академіка Павлова — ст. м. «Академіка Барабашова» |                                     |                                     |
| 82                                  | Ст. м. «Армійська» — просп. Героїв Харкова — вул. Ощєпкова — вул. Каденюка — вул. Харківських Дивізій — просп. Байрона — просп. Льва Ландау — вул. Ньютона — пров. Святошинський — вул. Коновченка — вул. Федорцівська (Федорці) |                                     |                                     |
| 83                                  | Ст. м. «Академіка Барабашова» — просп. Ювілейний — Салтівське шосе — вул. Сьомої Гвардійської Армії — вул. Тваринників — вул. Сьомої Гвардійської Армії — вул. Вільхівська — вул. Артамонівська (перехрестявул. Артамонівської з вул. Заїки) |                                     |                                     |
| 96                                  | Просп. Академіка Курчатова (П'ятихатки) — вул. Академічна — вул. Академіка Вальтера — вул. Ентузіастів — просп. Академіка Курчатова — Харківське шосе — вул. Сумська — просп. Незалежності — просп. Науки — просп. Незалежності — вул. Сумська — Харківське шосе — просп. Академіка Курчатова — вул. Ентузіастів — вул. Академіка Вальтера — вул. Академічна — Просп. Академіка Курчатова (П'ятихатки) |                                     |                                     |
| 99                                  | Медичний коледж — вул. Таборова — пров. Афанасівський — вул. Барикадна — вул. Холодногірська — вул. Полтавський Шлях — ст. м. «Холодна гора» Зворотній маршрут: вул. Полтавський Шлях — вул. Петра Болбочана — Григорівське шосе — вул. Дудинської — вул. Холодногірська — вул. Барикадна — пров. Афанасівський — вул. Таборова — Медичний коледж |                                     |                                     |
| 102                                 | Вул. Силікатна (Основ'янське озеро) — вул. Павла Тичини — вул. Деповська — вул. Південнопроєктна — просп. Аерокосмічний — просп. Байрона — просп. Льва Ландау — вул. Олімпійська — просп. Петра Григоренка — просп. Героїв Харкова — б-р Богдана Хмельницького — просп. Олександрівський — просп. Індустріальний — просп. Миру — просп. Індустріальний — просп. Олександрівський (ринок ХТЗ) |                                     |                                     |
| 107                                 | Вул. Наталії Ужвій — вул. Гвардійців-Широнінців — просп. Ювілейний — просп. Льва Ландау — просп. Байрона — пров. Щедрика — вул. Ньютона — просп. Аерокосмічний — вул. Одеська |                                     |                                     |
| 119                                 | Аеропорт — вул. Антонова — просп. Аерокосмічний — вул. Вернадського — пров. Подільський — пров. Короленка — пров. Вірменський — м-н Конституції — вул. Сумська — м-н Свободи — просп. Науки — вул. Ахсарова — просп. Людвіга Свободи — РК «Проспект Перемоги» Зворотній маршрут: РК «Проспект Перемоги» — просп. Людвіга Свободи — вул. Ахсарова — просп. Науки — м-н Свободи — вул. Сумська — пров. Плетнівський — вул. Кооперативна — пров. Подільський — вул. Вернадського — просп. Аерокосмічний — вул. Антонова — Аеропорт |                                     |                                     |
| 123                                 | Ст. м. «Левада» — вул. Вернадського — просп. Аерокосмічний — вул. Сидоренківська — вул. Павла Тичини — вул. Силікатна (Основ'янське озеро) |                                     |                                     |
| 128                                 | Ст. м. «Левада» — просп. Аерокосмічний — вул. Гольдбергівська — вул. Греківська — вул. Біологічна (Диканівка) Зворотній маршрут: вул. Біологічна (Диканівка) — вул. Греківська — наб. Гімназійна — вул. Вернадського — просп. Аерокосмічний — Ст. м. «Левада» |                                     |                                     |
| 204                                 | Вул. Наталії Ужвій — вул. Гвардійців-Широнінців — вул. Бучми — просп. Тракторобудівників — просп. Архітектора Альошина — вул. Біблика — вул. Миру — вул. Роганська — просп. Героїв Харкова — автостанція Індустріальна |                                     |                                     |
| 205                                 | Просп. Ювілейний (602 м/р) — просп. Льва Ландау — просп. Героїв Харкова — вул. Морозова — просп. Байрона — пров. Щедрика — вул. Ньютона — просп. Аерокосмічний — вул. Одеська |                                     |                                     |
| 206                                 | Вул. Наталії Ужвій — вул. Гвардійців-Широнинців — вул. Соборності України — вул. Леся Сердюка — вул. Академіка Павлова — автостанція Салтівська |                                     |                                     |
| 208                                 | Автостанція Салтівська — вул. Академіка Павлова — вул. Нескорених — вул. Максима Рильського — вул. Генерала Удовиченка (Данилівка) |                                     |                                     |
| 212                                 | Вул. Світла (533 м/р) — вул. Нескорених — вул. Саперна — вул. Шишківська, 8 |                                     |                                     |
| 223                                 | Ст. м. «Ярослава Мудрого» — вул. Григорія Сковороди — вул. Ярослава Мудрого — вул. Мироносицька — м-н Іподрому — вул. Сумська — Харківське шосе — просп. Академіка Курчатова Зворотній маршрут: вул. Академічна — вул. Академіка Вальтера — вул. Академіка Синельникова — просп. Академіка Курчатова — Харківське шосе — вул. Сумська — м-н Іподрому — вул. Весніна — вул. Григорія Сковороди — ст. м. «Ярослава Мудрого» |                                     |                                     |
| 224                                 | РТС — вул. Довженка — вул. Механізаторів — вул. Северина Потоцького — просп. Олександрівський — просп. Архітектора Альошина — ст. м. «Тракторний завод» Зворотній маршрут: ст. м. «Тракторний завод» — просп. Архітектора Альошина — просп. Олександрівський — вул. Генерала Момота — вул. Луї Пастера — вул. Северина Потоцького — вул. Механізаторів — вул. Довженка — РТС |                                     |                                     |
| 228                                 | Ст. м. «Імені О. С. Масельського» — просп. Тракторобудівників — вул. Єдності — вул. Велозаводська — вул. Амосова — вул. Сонячна — вул. Єдності — просп. Тракторобудівників — ст. м. «Імені О. С. Масельського» |                                     |                                     |
| 233                                 | Ст. м. «Київська» — вул. Мойсеївська — вул. Семиградська — Салтівське шосе — вул. Медична — вул. Амосова Зворотній маршрут: просп. Тракторобудівників — Салтівське шосе — вул. Семиградська — вул. Віринська — вул. Мойсеївська — Ст. м. «Київська» |                                     |                                     |
| 238                                 | Просп. Ново-Баварський (Кільцева дорога) — вул. Китаєнка — просп. Любові Малої — вул. Планова — вул. Семінарська — вул. Велика Гончарівська — б-р Гончарівський — вул. Полтавський Шлях — вул. Євгена Котляра — вул. Благовіщенська — м-н Благовіщенський — узв. Соборний — вул. Університетська — пров. Мечнікова –м-н Конституції — пров. Ярмарковий — узв. Соборний — вул. Клочківська — узв. Бурсацький — вул. Різдвяна — вул. Коцарська — вул. Зброярська — б-р Гончарівський — вул. Велика Гончарівська — вул. Семінарська — просп. Любові Малої — вул. Китаєнка — просп. Ново-Баварський (Кільцева дорога)                                                     |                                     |                                     |
| 241                                 | Вул. Шишківська, 8 — вул. Саперна — вул. Шевченка — ст. м. «Київська» |                                     |                                     |
| 247                                 | Вул. Астрономічна (військове містечко) — вул. Астрономічна — просп. Академіка Проскури — вул. Вадима Манька — вул. Богданівська — пров. Роменський — вул. Архітектора Гінзбурга — вул. Героїв Праці — вул. Академіка Павлова — автостанція Салтівська |                                     |                                     |
| 249                                 | Вул. Амосова (медкомплекс) — просп. Тракторобудівників — вул. Єдності — просп. Льва Ландау — просп. Героїв Харкова — ст. м. «Турбоатом» |                                     |                                     |
| 252                                 | Автостанція Індустріальна — просп. Героїв Харкова — вул. Роганська — вул. Миру — вул. Плиткова — вул. Луї Пастера — б-р Івана Каркача (спорткомплекс) |                                     |                                     |
| 260                                 | Станція Основа — вул. Павла Тичини — вул. Деповська — вул. Південнопроєктна — просп. Аерокосмічний — просп. Байрона — вул. Морозова — вул. Георгія Тарасенка — вул. Храмова — вул. Тарасівська — вул. Тероборонівська — ст. м. «Захисників України» Зворотній маршрут: ст. м. «Захисників України» — вул. Олега Громадського — вул. Молочна — вул. Георгія Тарасенка — вул. Морозова — просп. Байрона — просп. Аерокосмічний — вул. Південнопроєктна — вул. Деповська — вул. Павла Тичини — Станція Основа |                                     |                                     |
| 268                                 | РК «Вулиця Барабашова» — вул. Нескорених — вул. Гвардійців-Широнінців — вул. Валентинівська — вул. Гарібальді — вул. Владислава Зубенка |                                     |                                     |
| 272                                 | Вул. Світла (533 м/р) — вул. Нескорених — просп. Тракторобудівників — вул. Валентинівська — вул. Барабашова — вул. Нескорених — вул. Шевченка — наб. Харківська — пров. Вірменський — м-н Павлівський — вул. Університетська — пров. Мечнікова — м-н Конституції Зворотній маршрут: просп. Героїв Харкова — наб. Харківська — вул. Шевченка — вул. Нескорених — вул. Барабашова — вул. Валентинівська — просп. Тракторобудівників — вул. Нескорених — Вул. Світла (533 м/р) |                                     |                                     |
| 280                                 | Ст. м. «Тракторний завод» — просп. Архітектора Альошина — вул. Луї Пастера — вул. Дванадцятого Квітня — вул. Молодіжна — вул. Плиткова |                                     |                                     |

### Експрес
| Перелік діючих автобусних маршрутів | Перелік діючих автобусних маршрутів | Перелік діючих автобусних маршрутів | Перелік діючих автобусних маршрутів |
| №                                   | Маршрут руху | Примітки                            |                                     |
| ----------------------------------- | --- | ----------------------------------- | ----------------------------------- |
| 5е                                  | Ст. м. «Левада» — вул. Вернадського — просп. Аерокосмічний — просп. Байрона — просп. Олександрівський — просп. Індустріальний — просп. Миру — просп. Індустріальний — просп. Олександрівський (ринок ХТЗ) |                                     |                                     |
| 6е                                  | Ст. м. «Академіка Барабашова» — просп. Ювілейний — просп. Тракторобудівників — ст. Льва Толстого |                                     |                                     |
| 10е                                 | Ст. м. «Академіка Барабашова» — просп. Ювілейний — просп. Тракторобудівників — Салтівське шосе — вул. Медична — вул. Амосова |                                     |                                     |
| 11е                                 | Григорівське шосе (Григорівський бір) — вул. Дудинської — вул. Полтавський Шлях — м-н Сергіївський — м-н Павлівський — вул. Університетська — наб. Гімназійна — вул. Вернадського — вул. Малом'ясницька — вул. Георгія Тарасенка — вул. Молочна — м-н Захисників України — просп. Героїв Харкова — вул. Академіка Павлова — Салтівське шосе — просп. Льва Ландау — просп. Ювілейний — Салтівське шосе (медкомплекс) |                                     |                                     |
| 15е                                 | Ст. м. «Академіка Барабашова» — просп. Ювілейний — просп. Льва Ландау — вул. Олімпійська — просп. Петра Григоренка — вул. Каденюка — б-р Богдана Хмельницького — вул. Бригади Хартія — вул. Біблика — вул. Біблика, 4-А |                                     |                                     |
| 17е                                 | Вул. Світла (533 м/р) — вул. Нескорених — вул. Архітектора Гінзбурга — пров. Роменський — вул. Богданівська — вул. Вадима Манька — Харківське шосе — вул. Дерев'янка — вул. Станіслава Партали — пров. Ігоря Остаповича |                                     |                                     |
| 19е                                 | Ст. м. «Імені О. С. Масельського» — просп. Тракторобудівників — вул. Немишлянська — вул. Єнакіївська — Цегляний завод — завод «Південкабель» — ст. м. «Імені О. С. Масельського» |                                     |                                     |
| 23е                                 | Автостанція Індустріальна — просп. Героїв Харкова — вул. Роганська — вул. 92 бригади — Кільцева дорога — просп. Аерокосмічний — просп. Аерокосмічний, 362 (міський цвинтар № 18) |                                     |                                     |
| 26е                                 | Вул. Букова — вул. Клочківська — вул. Двадцять Третього Серпня — просп. Науки — вул. Ахсарова — просп. Перемоги — перехрестя просп. Перемоги і просп. Людвіга Свободи — просп. Перемоги — вул. Клочківська — вул. Букова |                                     |                                     |
| 37е                                 | Ст. м. «Тракторний завод» — вул. Лосівська — просп. Індустріальний — вул. Грищенка (Кулиничі) |                                     |                                     |
| 38е                                 | Ст. м. «Академіка Барабашова» — просп. Ювілейний — Салтівське шосе — вул. Сьомої Гвардійської Армії — вул. Грищенка (Кулиничі) |                                     |                                     |
| 40е                                 | Вул. Чоботарська (ст. м. «Центральний ринок») — пров. Пискунівський — вул. Пискунівська — пров. Лосівський — вул. Велика Панасівська — вул. Беркоса — вул. Беркоса, 7 Зворотній маршрут: вул. Беркоса — вул. Велика Панасівська — вул. Чоботарська (ст. м. «Центральний ринок») |                                     |                                     |
| 43е                                 | Ст. м. «Холодна гора» — вул. Полтавський Шлях — вул. Петра Болбочана — Григорівське шосе — вул. Переможців — вул. Полтавський Шлях — вул. Золочівська — пров. Золочівський 1-й — вул. Ігоря Муратова — Залютине (пансіонат) |                                     |                                     |
| 49е                                 | Вул. Нескорених (вул. Світла) — просп. Тракторобудівників — Салтівське шосе — просп. Льва Ландау — просп. Героїв Харкова — вул. Морозова — вул. Георгія Тарасенка — ст. м. «Заводська» (відстій та розворотне коло по пр-ду Афанасія Фірсова біля залізничної станції Харків-Слобідський) |                                     |                                     |
| 55е                                 | Вул. Наталії Ужвій — вул. Гвардійців-Широнінців — вул. Нескорених — вул. Архітектора Гінзбурга — вул. Вадима Манька — Харківське шосе — вул. Дерев'янка — вул. Космонавтів — вул. Двадцять Третього Серпня — вул. Клочківська — просп. Перемоги (коло трамвая) |                                     |                                     |
| 59е                                 | Автостанція Індустріальна — просп. Героїв Харкова — вул. Роганська — вул. Миру — вул. Біблика — вул. Біблика, 4-А |                                     |                                     |
| 61е                                 | Вул. Чоботарська (ст. м. «Центральний ринок») — пров. Пискунівський — вул. Пискунівська — пров. Лосівський — вул. Велика Панасівська — Новоіванівський міст — вул. Кузінська — вул. Курилівська — вул. Новий Побут − вул. Барикадна — пров. Афанасівський — вул. Золочівська — просп. Слави (Залютине) Зворотній маршрут: просп. Слави (Залютине) — вул. Золочівська — пров. Афанасівський — вул. Барикадна — вул. Новий Побут — вул. Курилівська — вул. Кузінська — Новоіванівський міст — вул. Велика Панасівська — вул. Чоботарська (ст. м. «Центральний ринок») |                                     |                                     |
| 65е                                 | Просп. Жуковського — вул. Академіка Проскури — Харківське шосе — вул. Сумська — м-н Свободи — ст. м. «Держпром» (у зворотному напрямку: просп. Незалежності — вул. Сумська — Харківське шосе — вул. Академіка Проскури — просп. Жуковського |                                     |                                     |
| 71е                                 | Автостанція Індустріальна — просп. Героїв Харкова — вул. Роганська — вул. Плиткова — вул. Луї Пастера — вул. 92 бригади — вул. Зубарєва |                                     |                                     |
| 75е                                 | Ст. м. «Холодна гора» — вул. Полтавський Шлях — вул. Петра Болбочана — Григорівське шосе — вул. Дудинської — просп. Любові Малої — вул. Китаєнка — просп. Ново-Баварський — завод «Надія» Зворотній маршрут: завод «Надія» — просп. Ново-Баварський — вул. Китаєнка — просп. Любові Малої — вул. Дудинської — вул. Полтавський Шлях — Ст. м. «Холодна гора» |                                     |                                     |
| 79е                                 | Ст. м. «Левада» — вул. Вернадського — просп. Аерокосмічний — вул. Південнопроєктна — вул. Деповська — вул. Павла Тичини — ст. Основа |                                     |                                     |
| 89е                                 | Вул. Клочківська (коло тролейбуса) — вул. Двадцять Третього Серпня — вул. Отакара Яроша — вул. Станіслава Партали — вул. Дерев'янка — вул. Сумська — вул. Весніна — вул. Григорія Сковороди — м-н Конституції — пров. Плетнівський — пров. Подільський — вул. Вернадського — просп. Аерокосмічний — перехрестя просп. Аерокосмічного та вул. Південнопроєктної — просп. Аерокосмічний — вул. Вернадського — пров. Подільський — пров. Короленка — пров. Вірменський — м-н Конституції — вул. Григорія Сковороди — вул. Весніна — вул. Сумська — вул. Дерев'янка — вул. Станіслава Партали — вул. Отакара Яроша — вул. Двадцять Третього Серпня — вул. Клочківська (коло тролейбуса) |                                     |                                     |
| 97е                                 | Вул. Беркоса, 38 — вул. Велика Панасівська — Новоіванівський міст — узв. Клочківський — ст. м. «Держпром» |                                     |                                     |
| 105е                                | Ст. м. «Імені О. С. Масельського» — просп. Тракторобудівників — Салтівське шосе — вул. Медична — вул. Амосова — просп. Тракторобудівників — cт. м. «Імені О. С. Масельського» |                                     |                                     |
| 108е                                | Ст. м. «Салтівська» — вул. Академіка Павлова — вул. Леся Сердюка — Кільцева дорога — Міський цвинтар № 17 |                                     |                                     |
| 121е                                | Вул. Зубарєва — вул. Роганська — просп. Героїв Харкова — просп. Тракторобудівників — просп. Ювілейний — ст. м. «Академіка Барабашова» Зворотній маршрут: ст. м. «Академіка Барабашова» — просп. Ювілейний — просп. Тракторобудівників — просп. Героїв Харкова — автостанція Індустріальна — просп. Героїв Харкова — вул. Роганська — Вул. Зубарєва |                                     |                                     |
| 137е                                | Мікрорайон Горизонт — б-р Дмитра Антоновича — просп. Героїв Харкова — просп. Тракторобудівників — просп. Ювілейний — ст. м. «Академіка Барабашова» Зворотній маршрут: ст. м. «Академіка Барабашова» — просп. Ювілейний — просп. Тракторобудівників — просп. Героїв Харкова — автостанція Індустріальна — просп. Героїв Харкова — б-р Дмитра Антоновича — Мікрорайон Обрій |                                     |                                     |
| 147е                                | Б-р Дмитра Антоновича — просп. Героїв Харкова — вул. Дванадцятого Квітня — просп. Олександрівський — просп. Байрона — просп. Аерокосмічний — вул. Вернадського — пров. Подільський — вул. Кузнечна — вул. Університетська Зворотній маршрут: вул. Кузнечна — пров. Лопатинський — пров. Соляниківський — пров. Подільський — вул. Вернадського — просп. Аерокосмічний — просп. Байрона — просп. Олександрівський — вул. Дванадцятого Квітня — просп. Героїв Харкова — автостанція Індустріальна — просп. Героїв Харкова — б-р Дмитра Антоновича |                                     |                                     |
| 152е                                | Вул. Барабашова (коло тролейбуса) — вул. Нескорених — вул. Гвардійців-Широнінців — просп. Ювілейний — ТЦ «Барабашово» — просп. Ювілейний — просп. Льва Ландау — просп. Байрона — просп. Аерокосмічний — вул. Антонова — аеропорт |                                     |                                     |
| 207е                                | 605 м/р — просп. Тракторобудівників — вул. Василя Стуса — вул. Академіка Павлова — ст. м. «Академіка Барабашова» |                                     |                                     |
| 209е                                | Ст. м. «Холодна гора» — вул. Полтавський Шлях — вул. Петра Болбочана — Григорівське шосе — вул. Дудинської — просп. Любові Малої — вул. Китаєнка — просп. Ново-Баварський — вул. Чехова — вул. Лірична — вул. Академіка Грищенка — вул. Лекторська — вул. Бугрименка (Лідне) Зворотній маршрут: вул. Бугрименка (Лідне) — вул. Лекторська — вул. Академіка Грищенка — вул. Лірична — вул. Чехова — просп. Ново-Баварський — вул. Китаєнка — просп. Любові Малої — вул. Дудинської — вул. Полтавський Шлях — Ст. м. «Холодна гора» |                                     |                                     |
| 211е                                | Салтівське шосе (медкомплекс) — вул. Медична — вул. Амосова — вул. Сонячна — вул. Єдності — вул. Ахієзерів — Салтівське шосе — вул. Академіка Павлова — просп. Героїв Харкова — м-н Захисників України — вул. Молочна — вул. Гольдбергівська — вул. Москалівська — вул. Власенка, 3 |                                     |                                     |
| 213е                                | Ст. м. «Академіка Барабашова» — просп. Ювілейний — просп. Льва Ландау — вул. Єдності — просп. Тракторобудівників — просп. Героїв Харкова — б-р Богдана Хмельницького — просп. Олександрівський — просп. Індустріальний — просп. Героїв Харкова — автостанція Індустріальна — просп. Героїв Харкова — вул. Роганська — вул. Миру — вул. Дванадцятого Квітня — просп. Олександрівський — б-р Богдана Хмельницького — просп. Героїв Харкова — просп. Тракторобудівників — вул. Єдності — просп. Льва Ландау — просп. Ювілейний — Ст. м. «Академіка Барабашова» |                                     |                                     |
| 214е                                | Ст. м. «Академіка Барабашова» — вул. Олександра Подольського — вул. Тюрінська — просп. Героїв Харкова — м-н Захисників України — вул. Молочна — м-н Захисників України — просп. Героїв Харкова — вул. Тюрінська — вул. Олександра Подольського — ст. м. «Академіка Барабашова» |                                     |                                     |
| 215е                                | Просп. Ювілейний (602 м/р) — просп. Тракторобудівників — вул. Нескорених — вул. Архітектора Гінзбурга — пров. Роменський — вул. Богданівська — вул. Вадима Манька — Харківське шосе — вул. Сумська — вул. Динамівська — вул. Європейська — просп. Науки — ст. м. «Держпром» |                                     |                                     |
| 217е                                | М-н Конституції — пров. Ярмарковий — пров. Мечнікова — вул. Сумська — м-н Свободи — просп. Науки — вул. Отакара Яроша — вул. Двадцять Третього Серпня — вул. Клочківська — просп. Перемоги — просп. Людвіга Свободи — просп. Лозовеньківський Зворотній маршрут: просп. Лозовеньківський — просп. Людвіга Свободи — просп. Перемоги — вул. Клочківська — вул. Двадцять Третього Серпня — вул. Отакара Яроша — просп. Науки — м-н Свободи — вул. Сумська — м-н Конституції |                                     |                                     |
| 219е                                | Вул. Власенка, 3 — вул. Москалівська — вул. Мар'їнська — наб. Нетіченська — вул. Університетська — пров. Ярмарковий — м-н Конституції Зворотній маршрут: м-н Павлівський — вул. Університетська — наб. Нетіченська — вул. Мар'їнська — вул. Москалівська — Вул. Власенка, 3 |                                     |                                     |
| 220е                                | Ст. м. «Холодна гора» — вул. Полтавський Шлях — вул. Петра Болбочана — Григорівське шосе — вул. Дудинської — просп. Любові Малої — вул. Китаєнка — просп. Ново-Баварський — вул. Герцена — вул. Некрасова — вул. Іллі Коваля — вул. Гостомельська — вул. Радіотехнічна — Карачівське шосе — вул. Свистунівська — вул. Силікатна — вул. Харківська — вул. Одеська Зворотній маршрут: вул. Одеська — вул. Харківська — вул. Силікатна — вул. Свистунівська — вул. Іллі Коваля — вул. Некрасова — вул. Герцена — просп. Ново-Баварський — вул. Китаєнка — просп. Любові Малої — вул. Дудинської — вул. Полтавський Шлях — Ст. м. «Холодна гора» |                                     |                                     |
| 225е                                | Ст. м. «Академіка Барабашова» — просп. Ювілейний — просп. Льва Ландау — просп. Байрона — просп. Аерокосмічний — вул. Південнопроєктна — вул. Деповська — вул. Павла Тичини — ст. Основа |                                     |                                     |
| 237е                                | Ст. м. «Академіка Барабашова» — просп. Ювілейний — просп. Льва Ландау — просп. Байрона — просп. Аерокосмічний — вул. Південнопроєктна — вул. Деповська — вул. Павла Тичини — ст. Основа |                                     |                                     |
| 240е                                | Просп. Жуковського — просп. Академіка Проскури — вул. Вадима Манька — вул. Богданівська — пров. Роменський — вул. Архітектора Гінзбурга — вул. Нескорених — вул. Академіка Павлова — ст. м. «Академіка Барабашова» |                                     |                                     |
| 244е                                | Ст. Основа — вул. Павла Тичини — вул. Деповська — вул. Південнопроєктна — просп. Аерокосмічний — пров. Золотий — вул. Польова — вул. Георгія Тарасенка — вул. Молочна — вул. Руставелі — м-н Героїв Небесної Сотні — вул. Георгія Тарасенка — вул. Польова — пров. Золотий — просп. Аерокосмічний — вул. Південнопроєктна — вул. Деповська — вул. Павла Тичини — ст. Основа |                                     |                                     |
| 245е                                | Ст. м. «Держпром» — узв. Клочківський — вул. Клочківська — вул. Лялі Убийвовк — вул. Мирослава Мисли (студмістечко) |                                     |                                     |
| 250е                                | Вул. Євгена Котляра (вокзал «Харків-Пасажирський») — вул. Велика Панасівська — вул. Беркоса, 38 |                                     |                                     |
| 251е                                | Вул. Харківських Дивізій (коло тролейбуса) — вул. Харківських Дивізій — просп. Байрона — вул. Морозова — вул. Георгія Тарасенка — вул. Молочна — вул. Богдана Хмельницького — просп. Героїв Харкова — пров. Вірменський — пров. Короленка — просп. Героїв Харкова (пров. Короленка) |                                     |                                     |
| 255е                                | Ст. м. «Академіка Барабашова» — просп. Ювілейний — просп. Льва Ландау — просп. Аерокосмічний — вул. Антонова − аеропорт |                                     |                                     |
| 258е                                | Ст. м. «Академіка Барабашова» — просп. Ювілейний — просп. Льва Ландау — просп. Аерокосмічний — вул. Антонова − аеропорт |                                     |                                     |
| 259е                                | Вул. Соборності України (Північна Салтівка-5) — вул. Гвардійців-Широнінців — просп. Ювілейний — просп. Льва Ландау — просп. Героїв Харкова — вул. Морозова — просп. Байрона — просп. Аерокосмічний — вул. Південнопроєктна — вул. Деповська — вул. Павла Тичини — вул. Силікатна — вул. Свистунівська — вул. Іллі Коваля — просп. Ново-Баварський — просп. Дзюби Зворотній маршрут: просп. Дзюби — просп. Ново-Баварський — вул. Іллі Коваля — вул. Радіотехнічна — Карачівське шосе — вул. Свистунівська — вул. Силікатна — вул. Павла Тичини — вул. Деповська — вул. Південнопроєктна — просп. Аерокосмічний — просп. Байрона — вул. Морозова — просп. Героїв Харкова — просп. Льва Ландау — просп. Ювілейний — вул. Гвардійців-Широнінців — Вул. Соборності України (Північна Салтівка-5) |                                     |                                     |
| 261е                                | Вул. Дванадцятого Квітня — вул. Миру — просп. Архітектора Альошина — просп. Олександрівський — просп. Індустріальний — просп. Героїв Харкова — автостанція Індустріальна — просп. Героїв Харкова — вул. Плиткова — вул. Шарикова — вул. П'ятихатська — вул. Мохнацька Зворотній маршрут: вул. П'ятихатська — вул. Шарикова — вул. Плиткова — просп. Героїв Харкова — просп. Індустріальний — просп. Олександрівський — просп. Архітектора Альошина — вул. Миру — Вул. Дванадцятого Квітня |                                     |                                     |
| 262е                                | Вул. Зубарєва (759 м/р) — вул. 92 бригади — вул. Луї Пастера — вул. Плиткова — вул. Роганська — просп. Героїв Харкова — вул. Дванадцятого Квітня — просп. Олександрівський — просп. Архітектора Альошина — просп. Героїв Харкова — автостанція Індустріальна — просп. Героїв Харкова — вул. Роганська — вул. Плиткова — вул. Луї Пастера — вул. 92 бригади — вул. Зубарєва (759 м/р) |                                     |                                     |
| 263е                                | Просп. Ювілейний (602 м/р) — вул. Гвардійців-Широнінців — вул. Нескорених — вул. Архітектора Гінзбурга — пров. Роменський — вул. Богданівська — вул. Вадима Манька — Харківське шосе — вул. Дерев'янка — вул. Космонавтів — вул. Двадцять Третього Серпня — просп. Науки — вул. Ахсарова — просп. Людвіга Свободи — просп. Перемоги — вул. Клочківська (УКРНДІПРОТЕЗУВАННЯ) |                                     |                                     |
| 267е                                | Ст. м. «Академіка Барабашова» — просп. Ювілейний — просп. Льва Ландау — просп. Героїв Харкова — вул. Харківських Дивізій (коло тролейбуса) |                                     |                                     |
| 269е                                | Просп. Ювілейний (602 м/р) — вул. Академіка Павлова — вул. Тюрінська — вул. Віринська — вул. Шевченка — наб. Харківська — просп. Героїв Харкова — пров. Вірменський — м-н Павлівський — вул. Університетська — пров. Ярмарковий — м-н Конституції Зворотній маршрут: просп. Героїв Харкова — наб. Харківська — вул. Шевченка — вул. Мойсеївська — вул. Тюрінська — вул. Академіка Павлова — Просп. Ювілейний (602 м/р) |                                     |                                     |
| 270е                                | Просп. Слави (Залютине) — вул. Золочівська — пров. Афанасівський — вул. Холодногірська — вул. Курилівська — вул. Кузінська — Новоіванівський міст — узв. Клочківський — просп. Незалежності — ст. м. «Держпром» |                                     |                                     |
| 275е                                | Вул. Бучми — вул. Академіка Павлова — автостанція Салтівська |                                     |                                     |
| 277е                                | Пров. Ігоря Остаповича (лікарня швидкої та невідкладної допомоги) — вул. Станіслава Партали — вул. Дерев'янка — вул. Космонавтів — вул. Двадцять Третього Серпня — вул. Клочківська — пр-д Панасівський 2-й — вул. Велика Панасівська — вул. Євгена Котляра (вокзал «Харків-Пасажирський») |                                     |                                     |
| 278е                                | Вул. Астрономічна (військове містечко) — вул. Академіка Проскури — Харківське шосе — вул. Сумська — просп. Незалежності — узв. Клочківський — вул. Клочківська — пр-д Рогатинський — пров. Пискунівський — вул. Чоботарська — вул. Різдвяна — вул. Коцарська — вул. Євгена Котляра (вокзал «Харків-Пасажирський») Зворотній маршрут: вул. Благовіщенська — вул. Різдвяна − вул. Чоботарська — пров. Пискунівський — пр-д Рогатинський — вул. Клочківська — узв. Клочківський — просп. Незалежності — вул. Сумська — Харківське шосе — вул. Академіка Проскури — вул. Астрономічна (військове містечко) |                                     |                                     |
| 281е                                | Ст. м. «Академіка Барабашова» — просп. Ювілейний — Салтівське шосе — вул. Амосова — вул. Сонячна — вул. Єдності, 181 Зворотній маршрут: вул. Єдності — вул. Велозаводська — вул. Амосова — Салтівське шосе — просп. Ювілейний — Ст. м. «Академіка Барабашова» |                                     |                                     |
| 282е                                | Просп. Перемоги (коло трамвая) — просп. Перемоги — просп. Людвіга Свободи — просп. Науки — вул. Європейська — вул. Клочківська — Новоіванівський міст — вул. Велика Панасівська — вул. Євгена Котляра — вул. Полтавський Шлях — вул. Петра Болбочана — Григорівське шосе — вул. Дудинської — вул. Полтавський Шлях — ст. м. «Холодна гора» |                                     |                                     |
| 289е                                | Ст. м. «Ярослава Мудрого» — вул. Григорія Сковороди — Міський цвинтар № 13 |                                     |                                     |
| 296е                                | Просп. Академіка Курчатова — вул. Академічна — вул. Академіка Вальтера — вул. Академіка Синельникова — просп. Академіка Курчатова — Харківське шосе — вул. Сумська — м-н Свободи — ст. м. «Держпром» Зворотній маршрут: просп. Незалежності — вул. Сумська — Харківське шосе — просп. Академіка Курчатова |                                     |                                     |
| 302е                                | Просп. Жуковського — вул. Академіка Проскури — Харківське шосе — вул. Дерев'янка — вул. Двадцять Третього Серпня — вул. Клочківська — Новоіванівський міст — вул. Євгена Котляра — вул. Полтавський Шлях — вул. Петра Болбочана — Григорівське шосе — вул. Дудинської — вул. Полтавський Шлях — ст. м. «Холодна гора» |                                     |                                     |
| 303е                                | Просп. Дзюби — просп. Ново-Баварський — вул. Китаєнка — просп. Любові Малої — вул. Планова — вул. Семінарська — вул. Велика Гончарівська — б-р Гончарівський — вул. Полтавський Шлях — вул. Євгена Котляра — вул. Велика Панасівська — пров. Лосівський — пров. Пискунівський — пр-д Рогатинський — вул. Клочківська — узв. Клочківський — просп. Незалежності — просп. Науки — ст. м. «Наукова» |                                     |                                     |
| 304е                                | Ст. Рогань — вул. Роганська — вул. Луї Пастера — вул. Молодіжна — вул. Дванадцятого Квітня — просп. Олександрівський — просп. Байрона — просп. Аерокосмічнийа — вул. Вернадського — наб. Гімназійна — вул. Університетська — м-н Павлівський — м-н Сергіївський Зворотній маршрут: м-н Сергіївський — пров. Банний — м-н Рибний — вул. Університетська — наб. Гімназійна — вул. Вернадського — просп. Аерокосмічний — просп. Байрона — просп. Олександрівський — вул. Дванадцятого Квітня — вул. Молодіжна — вул. Луї Пастера — вул. Роганська — Ст. Рогань |                                     |                                     |
| 305е                                | Гіпермаркет «Епіцентр» — просп. Аерокосмічний — вул. Вернадського — наб. Гімназійна — вул. Університетська — м-н Павлівський — м-н Сергіївський — вул. Клочківська — просп. Перемоги (коло трамвая) |                                     |                                     |

## Приміське автобусне сполучення
У Харкові приміське автобусне сполучення забезпечують 7 автостанцій та Центральний автовокзал. Автобусним сполученням Харків пов'язаний з багатьма населеними пунктами України та зарубіжжя.

### Автовокзал та автостанції
- Автостанція № 1 «Центральна» — Аерокосмічний проспект, 22
- Автостанція № 2 «Центральний ринок» — вулиця Гостиний Двір, 12
- Автостанція № 3 «Кінний ринок» — майдан Захисників України, 6
- Автостанція № 4 «Лісопарк» — Харківське шосе, 8
- Автостанція №5 «Привокзальна» — вулиця Євгена Котляра, 11 (вокзал «Харків-Пасажирський»)
- Автостанція № 6 «Індустріальна» — проспект Героїв Харкова, біля станції  «Індустріальна»
- Автостанція №7 «Салтівська» — вулиця Академіка Павлова, 160, біля станції  «Салтівська».
- Автостанція №8 «Холодна Гора» — Холодна Гора, вулиця Полтавський Шлях, 149Д

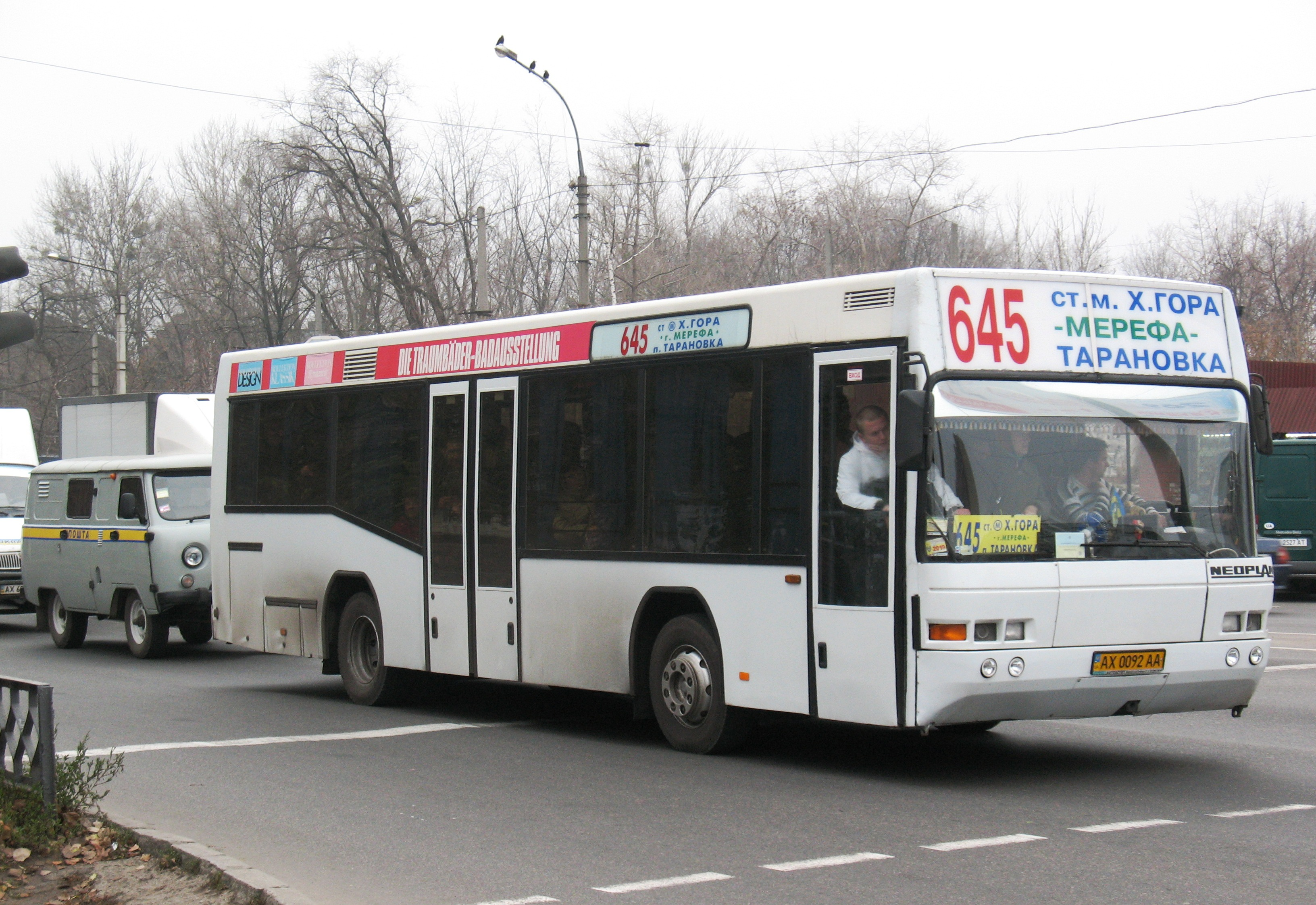
Автобус Харків — Мерефа
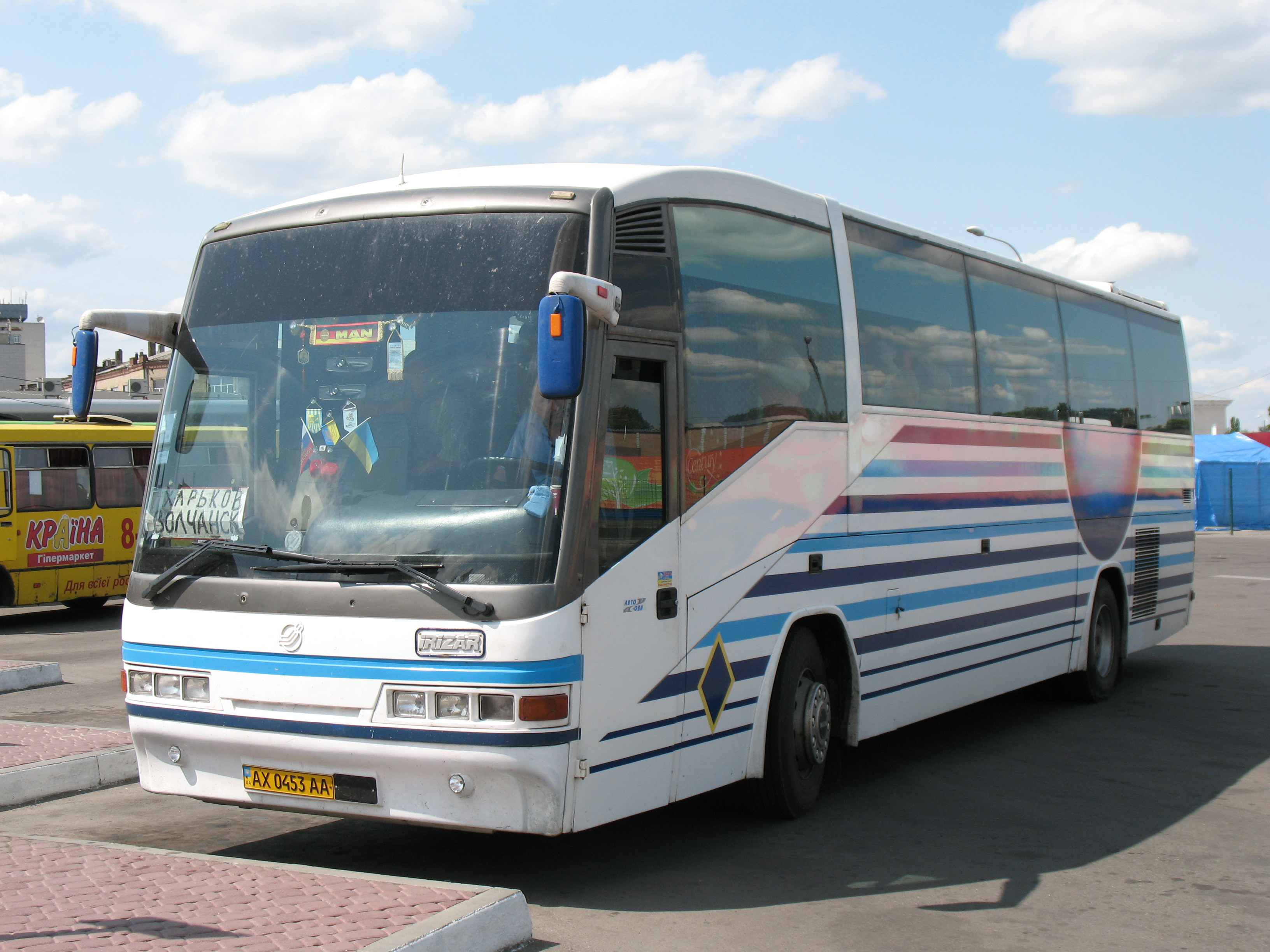
Автобус Харків — Вовчанськ
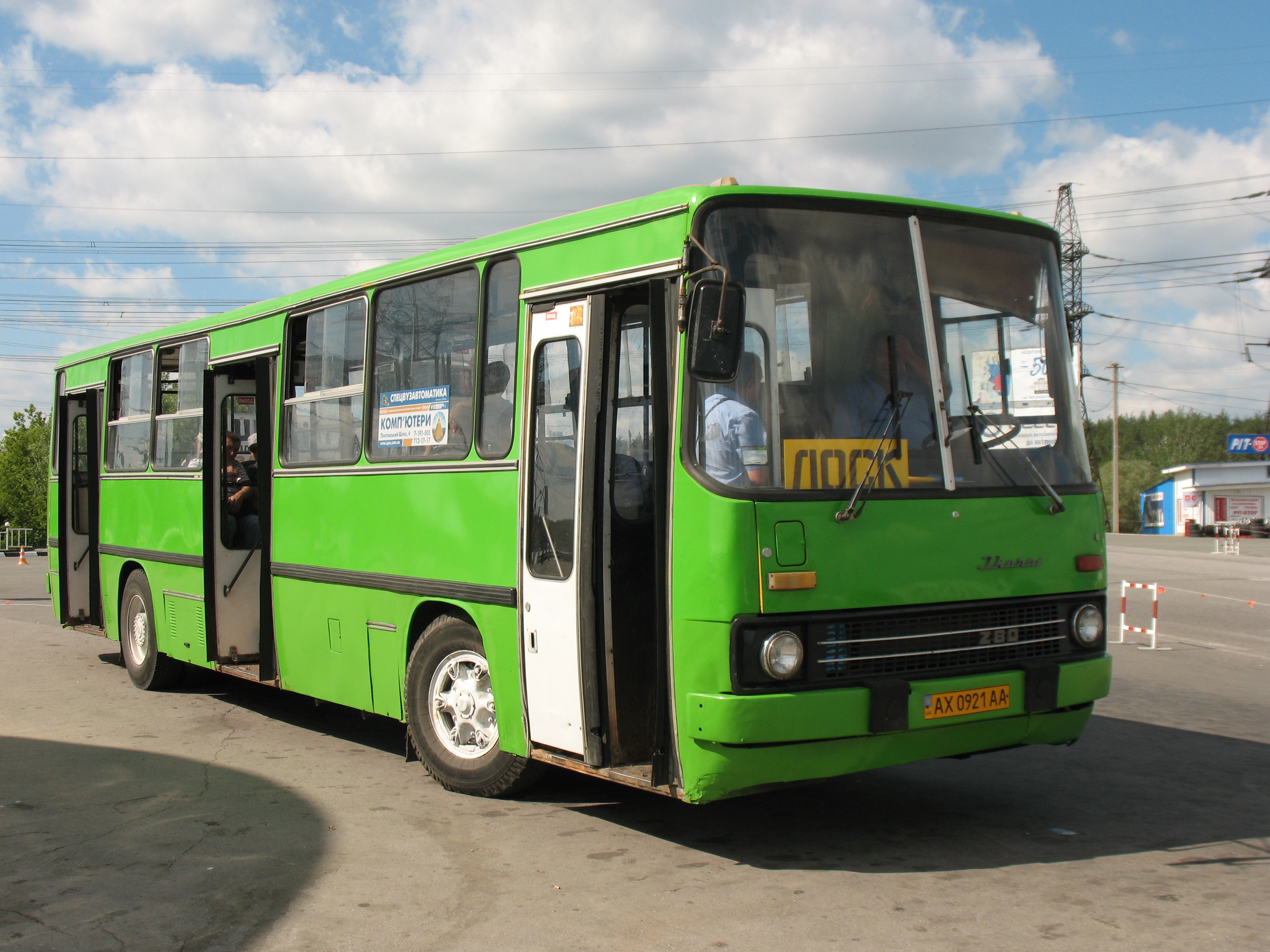
Безкоштовний автобус  «Холодна Гора» — авторинок «Лоск»
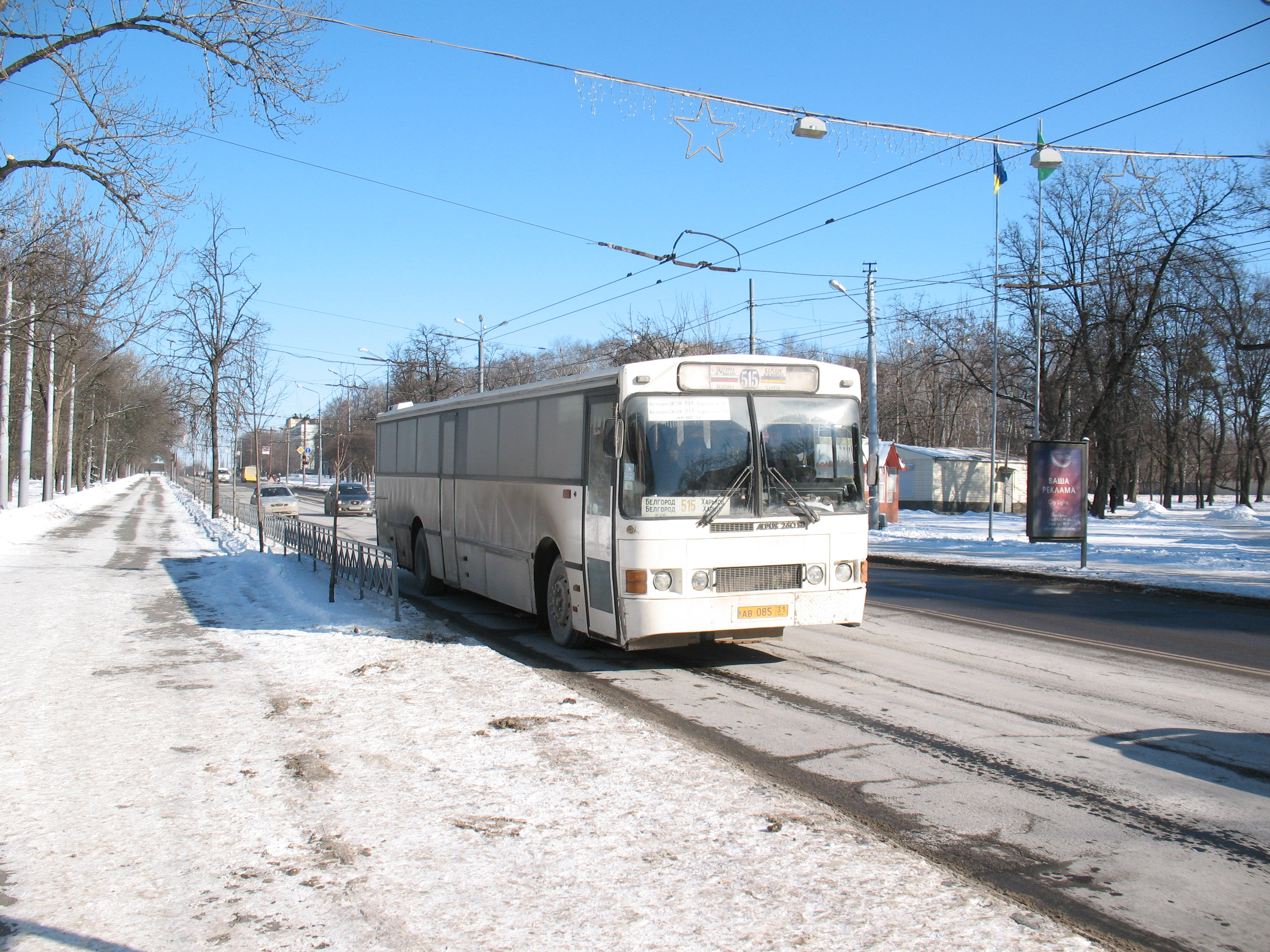
Автобус Харків — Бєлгород (до 2022)
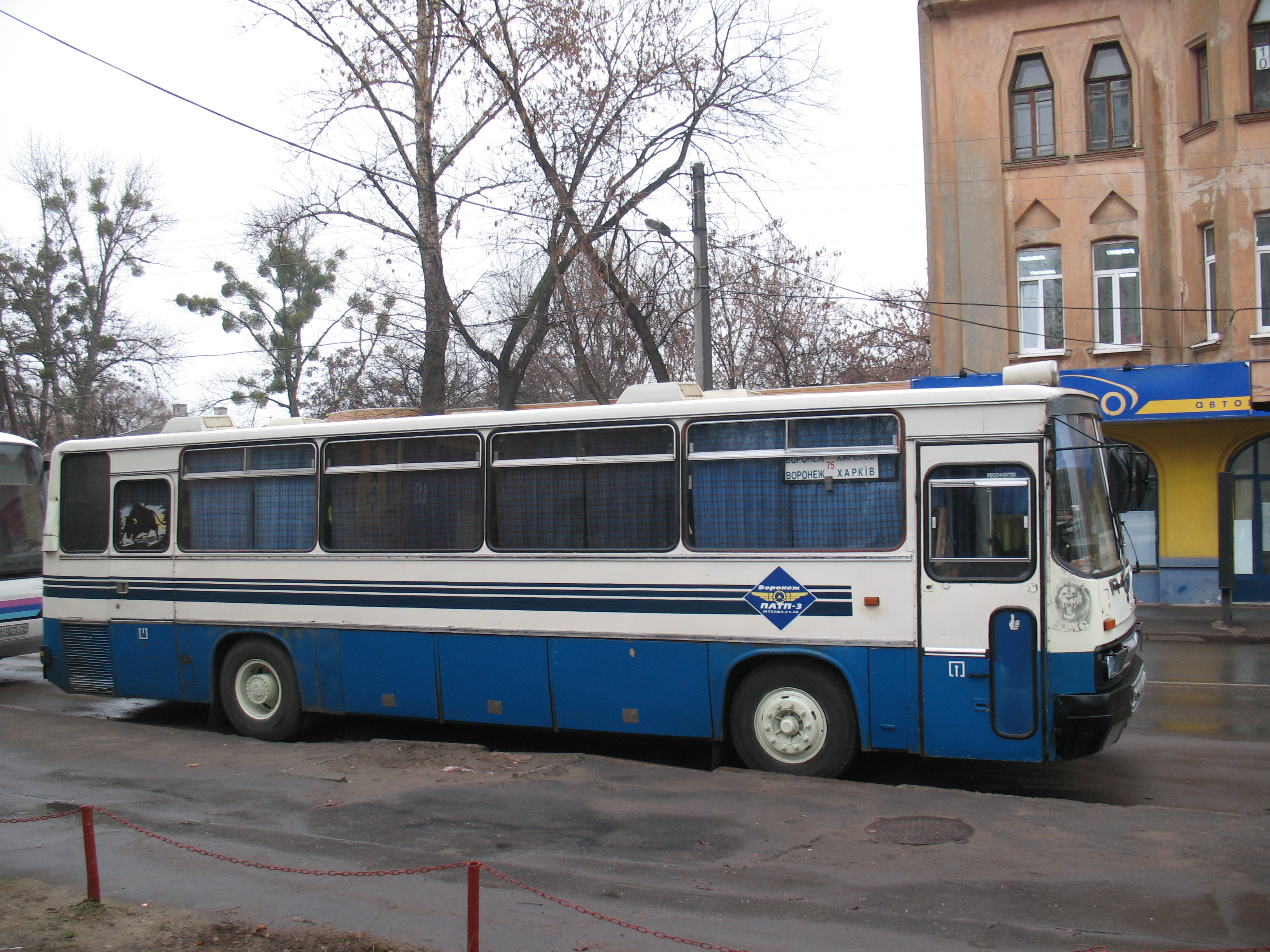
Автобус Харків — Воронеж

## Компанії-перевізники
Обслуговуванням маршрутів в Харкові займається близько десятка великих комерційних автопарків: ТОВ «Стиль-Шосе», ТОВ «Немо ЛТД», ТОВ «Фрегат-К», ТОВ «Авто-ОВІ», ТОВ «Укравтотранс-Плюс», ТОВ «АТП-Темп», ПП «ТМ-Віра», ТОВ «Експрес», ПП «С-Аурум» тощо.